# Andrena albicaudata
Andrena albicaudata är en biart som beskrevs av Hirashima 1966. Andrena albicaudata ingår i släktet sandbin, och familjen grävbin. Inga underarter finns listade i Catalogue of Life.